# Dicranomyia (Dicranomyia) filicauda
Dicranomyia (Dicranomyia) filicauda is een tweevleugelige uit de familie steltmuggen (Limoniidae). De soort komt voor in het Neotropisch gebied.